# Roberts Staks
Roberts Staks, także Rene Staack – łotewski strzelec sportowy, medalista mistrzostw świata.
Z pochodzenia był Niemcem i członkiem klubu strzeleckiego z Rygi. Był jednym z ośmiu reprezentantów Łotwy na mistrzostwach świata w 1939 roku. Zajął drugie miejsce w strzelaniu z karabinu dowolnego leżąc z 50 metrów, zdobywając 399 punktów. Lepszy okazał się tylko Fin Toivo Mänttäri. Był drugim łotewskim medalistą mistrzostw świata w strzelectwie (pierwszym był Kārlis Kļava).
Nigdy nie brał udziału w igrzyskach olimpijskich.

## Medale mistrzostw świata
Opracowano na podstawie materiałów źródłowych:
| Mistrzostwa  | Konkurencja                 | Wynik    | Miejsce |
| ------------ | --------------------------- | -------- | ------- |
| Lucerna 1939 | Karabin dowolny leżąc, 50 m | 399 pkt. |         |